# Rhegmatorhina
Rhegmatorhina là một chi chim trong họ Thamnophilidae.